# Cookeilanden op de Gemenebestspelen

Vlag van de Cookeilanden

De Cookeilanden is een eilandengroep die deelneemt aan de Gemenebestspelen (of Commonwealth Games). Sinds 1974 hebben de Cookeilanden twaalfmaal deelgenomen. In totaal over deze twaalf edities wonnen ze één bronzen medaille.

## Medailles
| Cookeilanden op de Gemenebestspelen | Cookeilanden op de Gemenebestspelen | Cookeilanden op de Gemenebestspelen | Cookeilanden op de Gemenebestspelen | Cookeilanden op de Gemenebestspelen | Cookeilanden op de Gemenebestspelen |
| ----------------------------------- | ----------------------------------- | ----------------------------------- | ----------------------------------- | ----------------------------------- | ----------------------------------- |
| Jaar                                | Goud                                | Zilver                              | Brons                               | Totaal                              | Rang                                |
| 1974                                | -                                   | -                                   | -                                   | -                                   | /                                   |
| 1978                                | -                                   | -                                   | -                                   | -                                   | /                                   |
| 1986                                | -                                   | -                                   | -                                   | -                                   | /                                   |
| 1990                                | -                                   | -                                   | -                                   | -                                   | /                                   |
| 1994                                | -                                   | -                                   | -                                   | -                                   | /                                   |
| 1998                                | -                                   | -                                   | -                                   | -                                   | /                                   |
| 2002                                | -                                   | -                                   | -                                   | -                                   | /                                   |
| 2006                                | -                                   | -                                   | -                                   | -                                   | /                                   |
| 2010                                | -                                   | -                                   | -                                   | -                                   | /                                   |
| 2014                                | -                                   | -                                   | -                                   | -                                   | /                                   |
| 2018                                | -                                   | -                                   | 1                                   | 1                                   | 39                                  |
| 2022                                | -                                   | -                                   | -                                   | -                                   | /                                   |